# وسکن، کانزاس
وسکن (به انگلیسی: Weskan) یک منطقهٔ مسکونی در ایالات متحده آمریکا است که در شهرستان والاس، کانزاس واقع شده‌است. وسکن ۱٬۱۷۴٫۱ متر بالاتر از سطح دریا واقع شده‌است.